# Никольское (деревня, Гатчинский район)
Нико́льское (фин. Hännisi) — деревня в Гатчинском муниципальном округе Ленинградской области.

## История
НИКОЛЬСКАЯ — деревня господ Демидовых, по просёлочной дороге, число дворов — 2, число душ — 14 м. п. (1856 год)

На карте 1879 года на месте будущей деревни обозначено несколько безымянных строений.

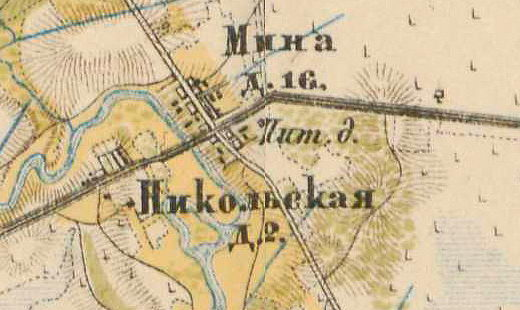
План деревни Никольское. 1885 год

В 1885 году деревня насчитывала 2 двора.
В конце XIX века деревня административно относилась к Лисинской волости 2-го стана Царскосельского уезда Санкт-Петербургской губернии, в начале XX века — 4-го стана. Население деревни было смешанным — финско-русским.
К 1913 году количество дворов увеличилось до 7. Население деревни было смешанным, финско-русским.
В 1917 году в деревне вновь стало 2 крестьянских двора.
Согласно данным переписи населения СССР 1926 года в деревне Никольская Минского сельсовета Лисинской волости Троцкого уезда проживали 69 человек, финны и одна эстонская семья.
По административным данным 1933 года деревня называлась Никольская и входила в состав Минского сельсовета Красногвардейского района.

План деревни Никольское. 1939 год

Согласно топографической карте 1939 года деревня называлась Никольское и насчитывала 20 дворов.
В 1940 году население деревни составляло 184 человека.
C 1 августа 1941 года по 31 декабря 1943 года находилась в оккупации.
В 1958 году население деревни составляло 180 человек.
По данным 1966, 1973 и 1990 годов деревня называлась Никольское и входила в состав Минского сельсовета.
В 1997 году в деревне проживали 133 человека, в 2002 году — 171 человек (русские — 90 %), в 2007 году — 142.

## География
Деревня расположена в восточной части района на автодороге 41А-003 (Кемполово — Выра — Шапки).
Расстояние до административного центра поселения, посёлка городского типа Вырица — 1,5 км.
Расстояние до ближайшей железнодорожной станции Вырица — 2,5 км.
Деревня находится на правом берегу реки Оредеж.

## Демография
| 2007 | 2010 | 2017 |
| ---- | ---- | ---- |
| 142  | ↗146 | ↘140 |

### Национальный состав
Согласно данным Всероссийской переписи населения 2021 года в деревне проживали 182 человека, из них:
 русские — 170, армяне — 3, белорусы — 1, таджики — 1, украинцы — 1, цыгане — 1, другие национальности — 3 человека, остальные национальность не указали.

## Транспорт
От Вырицы до Никольского можно доехать на автобусах № 123, 504А, 512.

## Улицы
Береговая, Лесная, Румянцева, Сиверское шоссе.